# Região de Planejamento do Alpercatas
A Região de Planejamento do Alpercatas é uma das 32 regiões administrativas do estado do Maranhão, no Brasil, instituída pela Lei Complementar 108/2007 (Lei de Nova Regionalização do Estado do Maranhão). Seu nome deve-se ao rio Alpercatas.
Colinas é a cidade-polo bem como a detentora do maior contingente populacional. É, também, o maior centro comercial, educacional e de serviços da região.

## Formação
A Região de Planejamento do Alpercatas é formada por seis municípios:
- Buriti Bravo
- Colinas
- Fortuna
- Jatobá
- Mirador
- Sucupira do Norte